# Frente Amplio
Frente Amplio (på svenska Breda fronten) är en politisk allians i Uruguay. Den bildades 1971 som vänsterallians och verkade underjordiskt 1973–1985, under landets dåvarande militärstyret. Därefter har man flera gånger vunnit allmänna val, inklusive 2004, 2009 och 2014.

## Historik

### Bildande
FA bildades den 5 februari 1971 som en allians av ett dussintal olika vänstergrupperingar, däribland socialistpartiet, kommunisterna och kristdemokraterna, Movimiento Popular Frenteamplista, Patria Grande, Movimiento Pregón, Por el Gobierno del Pueblo. FA:s förste partiledare och presidentkandidat var generalen Líber Seregni.
Efter militärkuppen 1973 förbjöds alliansen.

### Legalisering
FA kunde efter demokratins återinförande delta i de allmänna valen 1984, och fick då 22,1 procent av rösterna. I valet 1989 gick man fram till 23% av rösterna. Vid samma tid anslöt sig också det ombildade MLN (se vidare Tupamaros).
FA kom, sedan Encuentro Progresista (EP) bildats 1994, att ingå valsamarbete med dem under den gemensamma partibeteckningen Encuentro Progresista - Frente Amplio. Senare anslöt sig även Nuevo Espacio till alliansen som därmed bytte namn till Encuentro Progresista – Frente Amplio – Nueva Mayoría. 

### 2000-talet
Den utvidgade alliansen vann valet den 31 oktober 2004 med drygt 50 procent av rösterna. Man lyckades därmed besegra de båda partierna Colorados och Blancos, vilka dominerat den uruguayanska politiken allt sedan självständigheten. Den nya regeringen, under ledning av president Tabaré Vázquez, tillträdde den 1 mars 2005.
Under 2006 gick samarbetspartierna upp i Frente Amplio och koalitionen kallas numera bara för FA. Alliansen består av 21 olika politiska grupperingar, inklusive Alianza Progresista (AP), Asamblea Uruguay (AU), Confluencia Frenteamplio, Movimiento de Participación Popular (MPP), Nuevo Espacio, Partido Socialista (PS), Vertiente Artiguista (VA) och Partido Comunista. Deras respektive ideologier spänner från neomarxism till socialliberalism.
Inför president- och kongressvalet den 25 oktober 2009 utlovade FA omfattande sociala program för att bekämpa fattigdomen. Efter det valet tillträdde José Mujica, tidigare ledare för stadsgerillan Tupamaros, som president. 
Vid valet 2014 vann FA åter. Då återkom Tabaré Vázquez på presidentposten.